# Lavr Georgijevič Kornilov
Lavr Georgijevič Kornilov (rusko Лавр Гео́ргиевич Корни́лов), vojaški obveščevalec, raziskovalec in general Ruske imperialne kopenske vojske. * 30. avgust 1870, Ust-Kamenogorsk, Ruski imperij, † 13. april 1918, Jekaterinodar, RSFSR.
Najbolj znan je po aferi Kornilova, v kateri je julija 1917 poskušal izvesti državni udar in odstaviti petrograjski sovjet.
Kot častnik vojaške obveščevalne službe je leta 1904 tajno potoval v britansko Indijo. Med rusko-japonsko vojno se je boril v bitkah za Sandepu in Mukden. Odlikovan je bil z redom svetega Jurija IV. stopnje in napredoval do čina polkovnika. Po vojni je bil vojaški ataše na Kitajskem. V prvi svetovni vojni se je boril v Galiciji in Karpatih in napredoval do čina generalmajorja. Avstrijci so ga v bojih zajeli, vendar je pobegnil in se v Rusiji vrnil v vojaško službo. Po februarski revoluciji je postal najprej poveljnik Petrograjskega vojaškega okrožja, nato pa poveljnik 8. armade. Avstrijcem je zadal hud poraz in zajel 10.000 ujetnikov (edini večji ruski vojaški uspeh leta 1917). Julija 1917 je postal vrhovni poveljnik ruskih kopenskih sil.
Po splošnem nezadovoljstvu v julijskih dnevih je poskušal napasti petrograjski sovjet, vendar je napad spodletel.
Boril se je v ruski državljanski vojni in je bil ubit 13. aprila 1918.